# Echiniscus jenningsi
Echiniscus jenningsi är en djurart som tillhör fylumet trögkrypare, och som beskrevs av Hieronymus Dastych 1984. Echiniscus jenningsi ingår i släktet Echiniscus och familjen Echiniscidae. Inga underarter finns listade i Catalogue of Life.